# جامعة نورث كارولينا في شارلوت

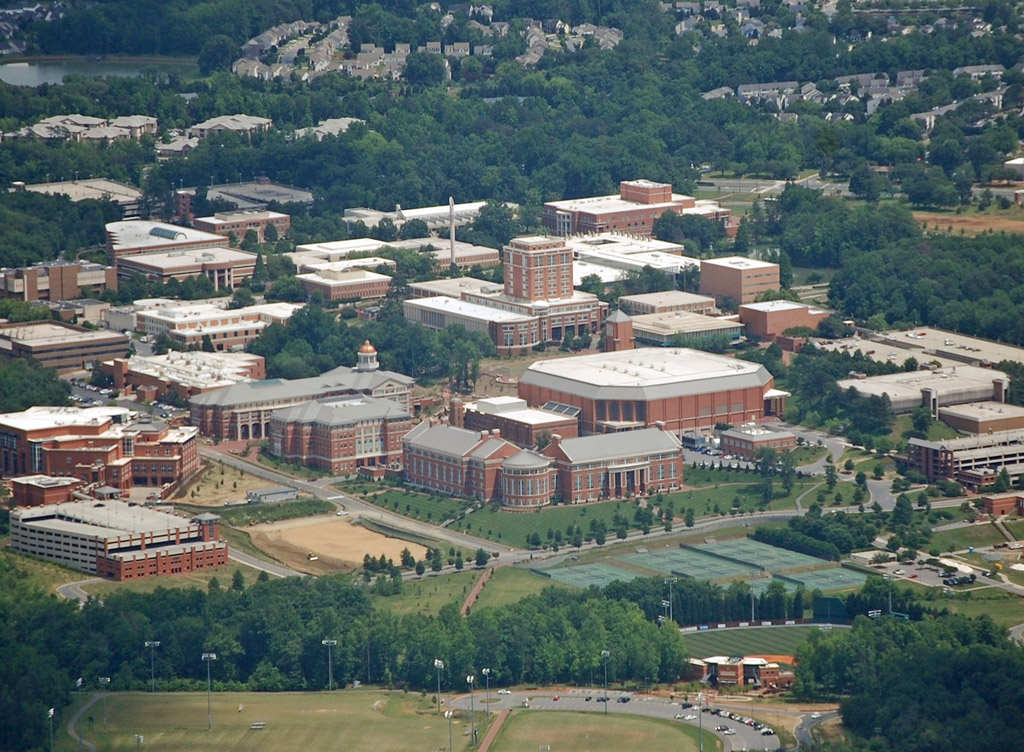
منظر جوي لقيادة الأمم المتحدة في شارلوت

جامعة نورث كارولينا في شارلوت (أوشارلوت ) هي جامعة أبحاث عامة في شارلوت بولاية نورث كارولينا. تقدم جامعة نورث كارولينا في شارلوت 24 برنامجًا لدرجة الدكتوراه و 66 ماجستير و 79 برنامجًا للحصول على درجة البكالوريوس من خلال تسع كليات: كلية الآداب + الهندسة المعمارية، وكلية الآداب والعلوم الليبرالية، وكلية بيلك للأعمال، وكلية الحوسبة والمعلوماتية، وكلية كاتو. التعليم، وكلية ويليام ستيتس لي للهندسة، وكلية الصحة والخدمات الإنسانية، وكلية الشرف، والكلية الجامعية.
جامعة نورث كارولينا شارلوت هي أكبر مؤسسة للتعليم العالي في منطقة شارلوت. شهدت الجامعة نموًا سريعًا في الالتحاق بنسبة 33٪ خلال السنوات العشر الماضية، مما يجعلها المؤسسة الأسرع نموًا في نظام جامعة نورث كارولينا وتساهم في أكثر من 50٪ من نمو النظام منذ عام 2009. وهي مصنفة ضمن «R2: الدكتوراه جامعات - نشاط بحثي عالي». في عام 2020، تجاوزت جامعة نورث كارولينا في تشابل هيل لتصبح ثاني أكبر مدرسة في نظام جامعة نورث كارولينا من خلال تسجيل الطلاب.
لديها ثلاثة أحرام جامعية: معهد شارلوت للأبحاث، حرم سنتر سيتي، والحرم الجامعي الرئيسي، الموجود في المدينة الجامعية. يقع الحرم الجامعي الرئيسي على مساحة 1000 فدان مشجرة مع ما يقرب من 85 مبنى حوالي 8 ميل (13 كـم) من أبتاون شارلوت.

## تاريخ
سعت مدينة شارلوت إلى إنشاء جامعة عامة منذ عام 1871 لكنها لم تكن قادرة على الاستمرار في جامعة واحدة. لسنوات، كانت أقرب جامعة مدعومة من الدولة 90 ميل (140 كـم). قدمت المدينة عرضًا في أواخر ثمانينيات القرن التاسع عشر لما سيصبح جامعة ولاية كارولينا الشمالية، لكنها خسرت أمام مدينة رالي بعد أن عرض مزارع محلي التبرع بالأرض للحرم الجامعي. في عام 1946، سعت المدينة إلى كلية الطب التي تديرها الدولة. بدلاً من ذلك، وسعت الولاية المدرسة الحالية التي تبلغ مدتها سنتان في جامعة ولاية كارولينا الشمالية في تشابل هيل. 
في 23 سبتمبر 1946، افتتحت ولاية كارولينا الشمالية مركز شارلوت التابع لجامعة نورث كارولينا بتسجيل 278 طالبًا.  تم تأسيسها لخدمة الاحتياجات التعليمية لقدامى المحاربين العائدين في الحرب العالمية الثانية. مثل العديد من جامعات «ما بعد الحرب العالمية الثانية» في الولايات المتحدة، فهي تدين بتأسيسها لقانون الجنود الأمريكيين وتأثيراته على التعليم العام. في عام 1949، عندما بدأت الولاية في إغلاق المراكز، استحوذت منطقة مدرسة شارلوت على مركز شارلوت وأصبحت كلية شارلوت، وهي كلية صغيرة لمدة عامين. تم تمويله أولاً من خلال مدفوعات الرسوم الدراسية للطلاب، ثم من خلال ضرائب الملكية المحلية. عقدت الفصول الدراسية في المدرسة الثانوية المركزية بالقرب من أبتاون شارلوت، ولكن بحلول عام 1957، زاد الالتحاق إلى 492، وبدأ قادة المدرسة في البحث عن موقع دائم للحرم الجامعي. قرروا بناء 250 فدانًا (1 km²) قطعة أرض شمال شرق المدينة بالقرب من حدود مقاطعة كاباروس.  أصبحت الكلية مدعومة من الدولة في عام 1958 عند انضمامها إلى نظام كلية مجتمع نورث كارولينا الذي تم تشكيله حديثًا وانتقلت إلى موقعها الحالي في عام 1961.
في عام 1963، أصبحت شارلوت كوليدج كلية لمدة أربع سنوات. في 1 يوليو 1965، اندمجت مع جامعة نورث كارولينا الموحدة (تسمى منذ عام 1972 جامعة نورث كارولينا) تحت اسمها الحالي. في عام 1969، بدأت الجامعة في تقديم برامج تؤدي إلى درجات الماجستير. في عام 1992، تم التصريح بتقديم برامج تؤدي إلى درجة الدكتوراه.

### قادة الجامعة
| ترتيب | المستشار           | سنوات كمستشار                                                     |
| ----- | ------------------ | ----------------------------------------------------------------- |
| 1     | بوني اثيل كون      | (مؤسس؛ مدير 1946-1949؛ رئيس 1949-1965؛ مستشار بالنيابة 1965-1966) |
| 2     | عميد دبليو كولفارد | (1966-1978)                                                       |
| 3     | EK فريتويل         | (1979-1989)                                                       |
| 4     | جيمس هـ. وودوارد   | (1989-2005)                                                       |
| 5     | فيليب ل دوبوا      | (2005-2020)                                                       |
| 6     | شارون جابر         | (2020 إلى الوقت الحاضر)                                           |

#### بوني اثيل كون، المؤسس

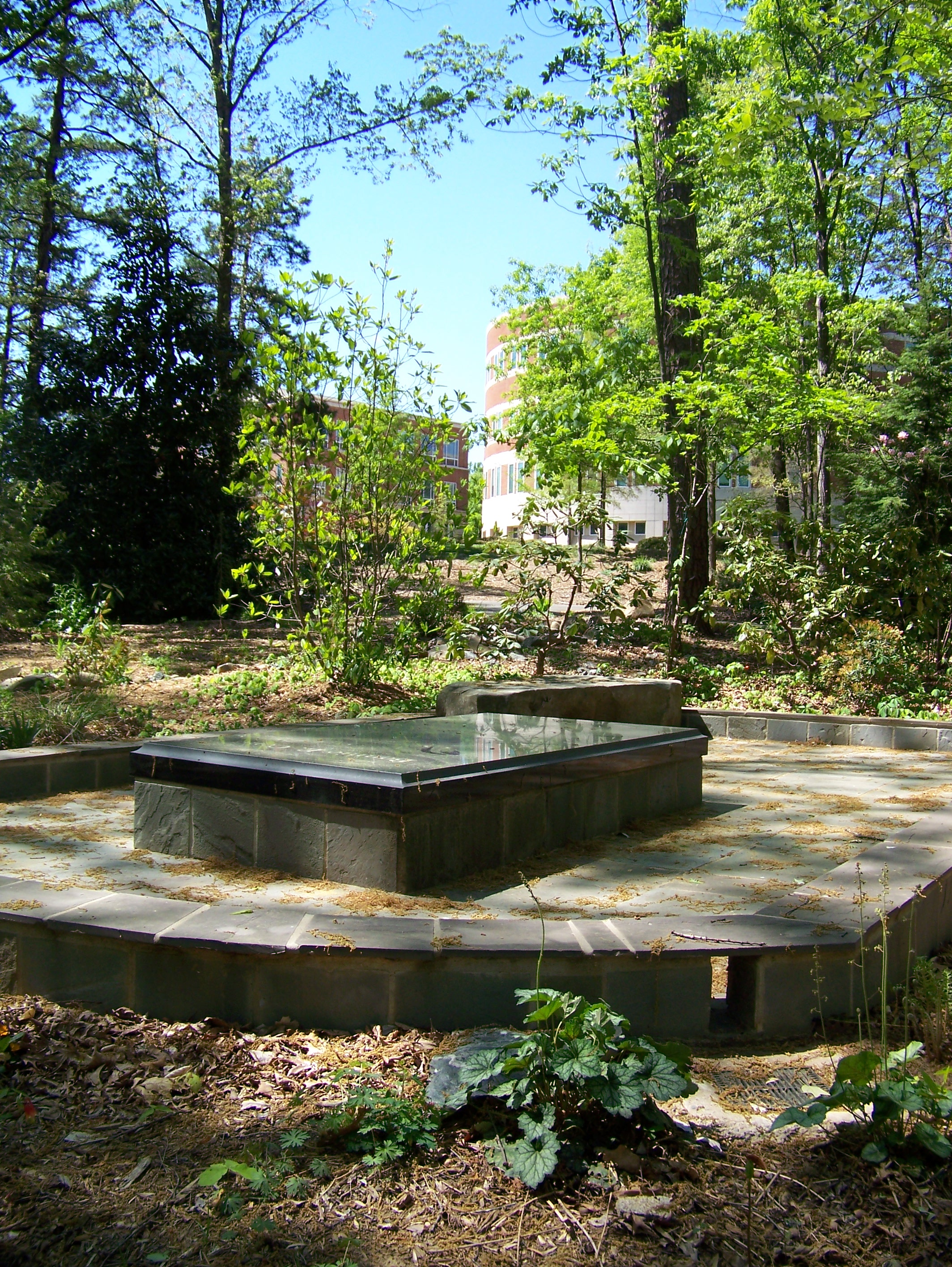
مكان استراحة Bonnie Cone الأخير في حرم جامعة نورث كارولينا شارلوت، مع Cato Hall و Fretwell Hall في الخلفية. يُعتقد أيضًا أنه مكان اجتماع Diu Memoriae Consilium.

تم اختيار بوني إثيل كون (1907-2003)، أو الآنسة بوني كما كانت معروفة للطلاب، مديرة لمركز شارلوت في عام 1946. من عام 1949 إلى عام 1965، شغلت منصب رئيس كلية شارلوت. عندما انضمت شارلوت كوليدج إلى نظام قيادة الأمم المتحدة في عام 1965، شغل كون منصب القائم بأعمال المستشار حتى عام 1966.

#### المستشارون
تم تعيين دين دبليو كولفارد (1913-2007) أول مستشار للجامعة الشابة في عام 1966. كان كولفارد من مواليد ولاية كارولينا الشمالية، وقد شغل منصب رئيس جامعة ولاية ميسيسيبي (MSU). في جامعة ولاية ميشيغان كان أول رئيس يتحدى سياسة الجامعة بعدم اللعب ضد فرق متكاملة عندما أمر فريق كرة السلة للرجال بلعب جامعة لويولا في شيكاغو عام 1963. في جامعة نورث كارولينا في شارلوت، قبل كولفارد التحدي المتمثل في تحويل المدرسة من كلية صغيرة إلى عضو لمدة أربع سنوات في نظام جامعة نورث كارولينا. في الواقع، تم اختياره على وجه التحديد لأن مسؤولي نظام جامعة نورث كارولينا اعتقدوا أن شارلوت التي تم تشكيلها حديثًا في جامعة نورث كارولينا بحاجة إلى قائد لديه خبرة في إدارة جامعة مدتها أربع سنوات. أشرف كولفارد على اعتماد الجامعة، وتطوير مجمع البحوث الجامعية (الآن واحدة من أكبر خمس مجمعات بحثية في البلاد)، وشيد قاعات الإقامة الأولى، وأنشأ برامج الدراسات العليا الأولى، وزاد الالتحاق من حوالي 1700 إلى ما يزيد قليلاً عن 8000 الطلاب. تقاعد كمستشار عام 1978، وشغل منصب المستشار الفخري حتى وفاته. تلقى كولفارد أيضًا وسام لونغ ليف باين. تم تسمية مبنى كولفارد، الذي تم الانتهاء منه في الحرم الجامعي الرئيسي في عام 1979، على شرفه ويضم قسم علم النفس.
تم تعيين إيك فريتويل (1923-2012)، المستشار الثاني للجامعة، في عام 1979. جاء إلى الجامعة من كلية ولاية بافالو حيث كان رئيسًا. تحت فريتويل، ارتفع عدد الطلاب المسجلين في الحرم الجامعي من 8000 طالب إلى أكثر من 12000 طالب. أشرف على إنشاء كلية الدراسات العليا، وأنشأ المزيد من شهادات الدراسات العليا، ودمج فهرس بطاقات المكتبة في الإنترنت في عام 1983، وخلق الأساس لحاضنة أعمال كبرى، وساعد في تطوير المنطقة المجاورة للجامعة، وزاد المنح الأكاديمية إلى أكثر من 6.1 دولار. مليون. تقاعد فريتويل من منصب المستشار في عام 1989. شغل منصب الرئيس المؤقت لنظام جامعة ماساتشوستس من 1991 إلى 1992، وفي عام 1998، شغل منصب الرئيس المؤقت لجامعة شمال فلوريدا. في عام 1996، افتتحت جامعة جامعة نورث كارولينا شارلوت مبنى فريتويل المخصص له ولزوجته دوري. مقر المبنى كلية الآداب والعلوم الليبرالية.
جيمس إتش وودوارد خلف فريتويل في عام 1989. جاء وودوارد إلى جامعة كارولينا الشمالية في شارلوت من جامعة ألاباما في برمنغهام حيث شغل منصب عميد الهندسة ونائب الرئيس الأول للشؤون الأكاديمية. تحت وودوارد، زاد الالتحاق إلى أكثر من 19000 طالب. مثل أسلافه، واصل نمو كلية الدراسات العليا وأضاف برامج الدكتوراه الجديدة. أشرف على أكبر حملة لجمع التبرعات في تاريخ المدرسة وأكبر طفرة في البناء؛ في صيف 2005، كان هناك ما لا يقل عن ستة مبانٍ قيد الإنشاء في الحرم الجامعي الرئيسي. كما أشرف على إنشاء حرم CRI الجامعي. أعلن وودوارد تقاعده في عام 2004 وغادر مكتب المستشار في 30 يونيو 2005. تم تكريم قاعة وودوارد، الذي يضم كلية الحوسبة والمعلوماتية، على شرفه في 16 نوفمبر 2005. يشغل حاليًا منصب المستشار الفخري ويُدرس في كلية ويليام ستيتس لي للهندسة بالجامعة.
كان فيليب ل. دوبوا القائد الخامس والمستشار الرابع للجامعة. تولى الدكتور دوبوا مهامه كمستشار في 15 يوليو 2005. عاد إلى شارلوت بعد أن شغل منصب رئيس جامعة وايومنغ من 1997 حتى 2005. شغل سابقًا منصب وكيل وأستاذ العلوم السياسية في قسم العلوم السياسية (الآن قسم العلوم السياسية والإدارة العامة) في جامعة نورث كارولينا في شارلوت من عام 1991 حتى عام 1997. كان دوبوا، مع زوجته وأطفاله، أول مستشار يشغل منزل المستشار (المعروف باسم بيت بيسيل) في حرم جامعة كارولينا الشمالية في شارلوت الذي تم الانتهاء منه في شتاء 2005. كان هدفه هو الإشراف على عملية أن تصبح الجامعة رابع جامعة بحثية مكثفة في الولاية.

### اطلاق النار 2019
في 30 أبريل / نيسان 2019، وقع إطلاق نار في مبنى وودفورد أ.كينيدي بالحرم الجامعي، ما أسفر عن مقتل شخصين وإصابة أربعة آخرين.  واعتقل مطلق النار، ويدعى تريستان أندرو تيريل، بعد ذلك بوقت قصير.

### تغيير الاسم
في 19 أغسطس 2021، أعلنت الجامعة أنها ستطلق عليها اسم «شارلوت» وليس «لجنة الأمم المتحدة للتعويضات»، وهو الاسم الذي أربك الأشخاص الذين يعيشون في المنطقة والأشخاص الذين يفكرون في الالتحاق بالجامعة. تم تغيير الشعار أيضًا، من تاج إلى شعار "All-in-C" الذي صممه تود الدريدج ويستخدمه قسم ألعاب القوى منذ عام 2020، والذي يحتوي على الحرف C وفول ولكن لا يتضمن «جامعة نورث كارولينا». 

## الحرم الجامعي

### الحرم الرئيسي - المدينة الجامعية

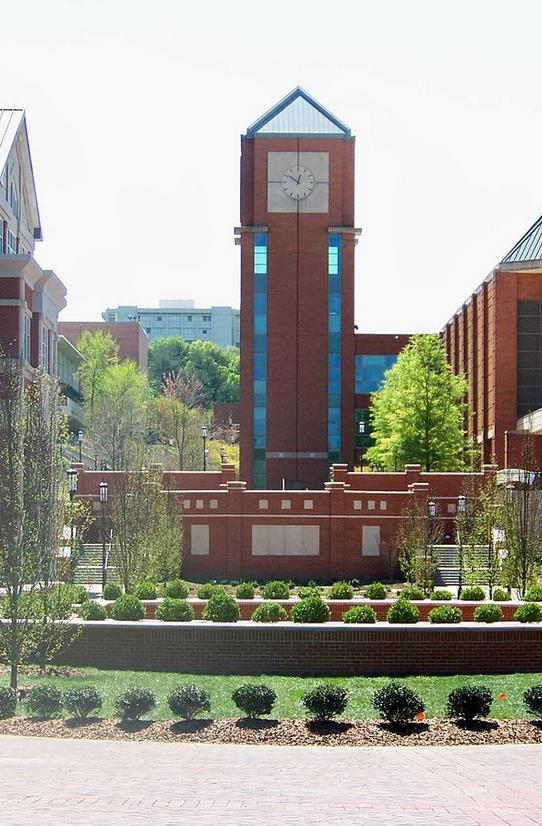
تم الانتهاء من هذه المنطقة ذات الطراز الرباعي في عام 2007 مع الانتهاء من كلية الصحة والخدمات الإنسانية (على اليسار) وكلية كاتو للتربية (على اليمين).

تدير الجامعة العديد من الجامعات في شارلوت. يقع الحرم الجامعي الرئيسي على مساحة تقل قليلاً عن 1000 فدان (4 كم 2) من الأرض المتدحرجة بين طريق الولايات المتحدة 29 والطريق السريع NC 49، حوالي 10 أميال (16 كم) من أبتاون شارلوت في حي المدينة الجامعية. الحرم الجامعي مكتف بذاته، مما يعني أنه لا توجد طرق رئيسية تمر عبر الحرم الجامعي. يضم الحرم الجامعي العديد من البحيرات الاصطناعية، وهو مليء بالأشجار الكثيفة. بالقرب من وسط الحرم الجامعي توجد حديقتان تجتذبان أكثر من 300000 زائر سنويًا. الهندسة المعمارية للحرم المركزي الأصلي، لا سيما المباني القديمة، هي خرسانية مسبقة الصب وذات مظهر نفعي لأنها تم بناؤها بأموال محدودة من الدولة في الستينيات والسبعينيات من القرن الماضي. بدءًا من عام 2014، يتم تجديد هذه المباني وفقًا لمعايير اليوم. تحت إشراف المستشار الثالث للحرم الجامعي، جيمس وودوارد، خضع الحرم الجامعي لتغييرات كبيرة تستمر حتى اليوم. يتم تشييد أحدث المباني، الممولة من سندات الدولة، من الطوب مع الهندسة المعمارية الكلاسيكية الجديدة. تم استبدال الأرصفة الخرسانية والأسفلتية بالطوب إلى حد كبير. يتم تطوير نظام طرق الحرم الجامعي ليشمل مساحات شاسعة ومزيد من الأشجار.

### حرم معهد شارلوت للأبحاث
تم إنشاء معهد شارلوت للأبحاث في عام 2000. تقع على مساحة 100 فدان (0.4 كيلومتر مربع)، مُلحق بالحرم الجامعي الرئيسي للجنة الأمم المتحدة للتعويضات، على قطعة أرض تسمى في الأصل الحرم الجامعي الألفية. يركز الحرم الجامعي CRI الموجه نحو البحث على المقاييس الدقيقة والتصنيع الذكي والإلكترونيات الضوئية والاتصالات الضوئية والبرمجيات وتكنولوجيا المعلومات. يجمع هذا الحرم الجامعي أعضاء هيئة التدريس والطلاب والباحثين الخارجيين للعمل معًا.
يضم حرم CRI أيضًا ملعب كرة القدم الجديد داخل الحرم الجامعي، مع 15300 مقعدًا أوليًا يمكن توسيعها إلى أكثر من 40000.

### حرم سنتر سيتي الجامعي

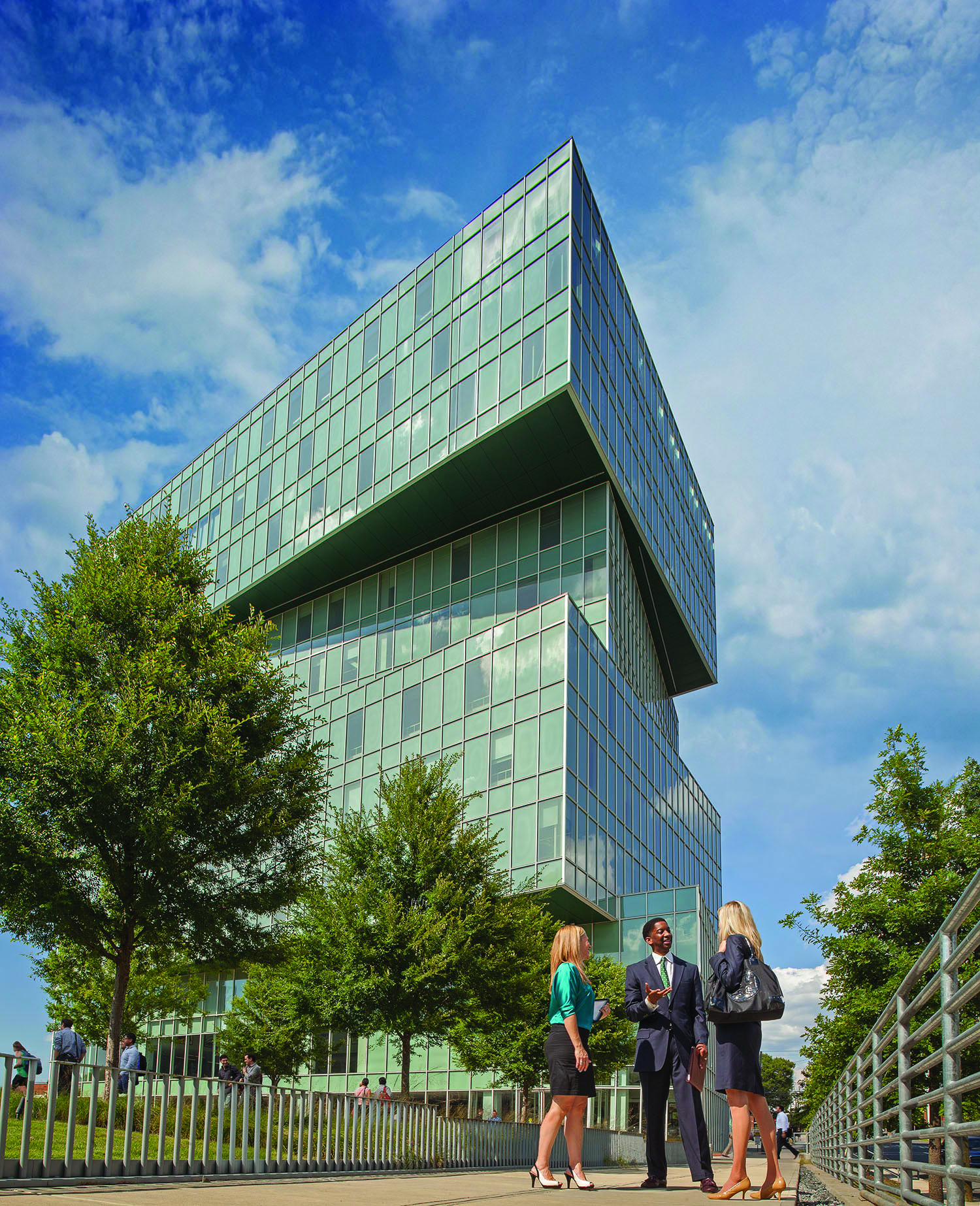
يقع حرم جامعة نورث كارولينا شارلوت في وسط المدينة في شارع التاسع في أبتاون شارلوت. المبنى هو موطن لعدد من برامج الدراسات العليا من أجل تلبية احتياجات المهنيين العاملين في ثاني أكبر مدينة مالية في أمريكا.

يقع الحرم الجامعي الثالث في الجناح الأول في أبتاون شارلوت. يركز هذا الحرم الجامعي على دورات الأعمال والدورات المسائية، وبالتالي يلبي احتياجات العاملين في وسط المدينة. يقع حرم ابتاون في السابق في متحف متحف النعناع للحرفة + التصميم، وقد انتقل إلى مبنى سنتر سيتي الذي تبلغ تكلفته 50.4 مليون دولار في 320 شارع التاسع الشرقي، في بداية فصل الخريف 2011. يقع بجوار محطة الشارع التاسع من امتداد لينكس الخط الأزرق أول وارد بارك، ويضم ماجستير إدارة الأعمال المصنف على المستوى الوطني (MBA)،  ماجستير في التصميم الحضري (MUD)، وماجستير في الإدارة العامة (MPA)، وبرامج الدراسات العليا الأخرى. يحتوي المرفق على معرض فني وقاعة محاضرات تتسع لـ 300 مقعد وقاعة محاضرات تتسع لـ 110 مقعدًا. تم تصميم مبنى وسط المدينة المكون من 12 طابقًا، والذي تبلغ مساحته 143000 قدم مربع، من قبل شركة الهندسة المعمارية المشهورة عالميًا كيران تيمبرليك. يتميز المبنى بجدران زجاجية خارجية مصممة بشكل فردي مع كمية ضوء الشمس، وكتل متعددة الطوابق ناتئة توفر الظل وتعطي المبنى مظهرًا مميزًا يشبه كومة من الكتب.

## الطلاب
تم تسجيل ما يقرب من 30 ألف طالب في الجامعة في خريف عام 2020. ينحدر الطلاب من 97 مقاطعة من 100 مقاطعة في ولاية كارولينا الشمالية و 45 ولاية و 103 دولة.

## أكاديميون
| USNWR                                      | مرتبة |
| ------------------------------------------ | ----- |
| أفضل المدارس العامة                        | 113   |
| الهندسة (الجامعية)                         | 118   |
| الحراك الاجتماعي                           | 62    |
| التعليم (الماجستير عبر الإنترنت)           | 27    |
| المناهج والتعليم (الماجستير عبر الإنترنت)  | 13    |
| الوسائط التعليمية (الماجستير عبر الإنترنت) | 13    |
| التربية الخاصة (الماجستير عبر الإنترنت)    | 10    |
| أفضل بكالوريوس عبر الإنترنت                | 34    |
| الهندسة (الماجستير عبر الإنترنت)           | 44    |
| التمريض (الماجستير عبر الإنترنت)           | 52    |
| تعليم التمريض (الماجستير عبر الإنترنت)     | 11    |
| ماجستير في إدارة الأعمال بدوام جزئي        | 51    |
| تعليم-ماجستير                              | 79    |
| ماجستير الهندسة                            | 133   |
| تمريض-ماجستير                              | 75    |
| تمريض - دكتوراه                            | 110   |
| العلوم البيولوجية                          | 140   |
| علم النفس السريري                          | 88    |
| علوم الكمبيوتر                             | 91    |
| إدارة الرعاية الصحية                       | 43    |
| الرياضيات                                  | 108   |
| التمريض - التخدير                          | 36    |
| الفيزياء                                   | 124   |
| الشؤون العامة                              | 58    |
| المالية العامة والميزانية                  | 23    |
| الصحة العامة                               | 71    |
| الخدمة الاجتماعية                          | 51    |
| إحصائيات                                   | 97    |

تم تصنيف جامعة نورث كارولينا في شارلوت ضمن «جامعات الدكتوراه - نشاط بحثي عالي». في عام 2014، صنفت جامعة نورث كارولينا في شارلوت في المرتبة 38 من بين أفضل الكليات في الولايات المتحدة من خلال تصنيفات الجامعات في مؤشر التنقل الاجتماعي. صنفت طبعة 2013 من يو إس نيوز آند وورد ريبورت أفضل الكليات برنامج البكالوريوس بالجامعة في المرتبة 199 بشكل عام بين الجامعات الوطنية،  ولكن بحلول عام 2020، انخفض إلى 227 صنفت فوربس الجامعة في المرتبة 485 على الصعيد الوطني. في عام 2015، قامت مجلة أمريكان سيتي للأعمال بتقييم وترتيب أفضل 484 كلية وجامعة عامة في الولايات المتحدة بناءً على الانتقائية والتقدم والهيبة والتكاليف والتنوع والمجتمع. في المنشور، تم تصنيف جامعة نورث كارولينا شارلوت في المرتبة 137، حيث احتلت المرتبة الأولى في 30 ٪ من الجامعات العامة.

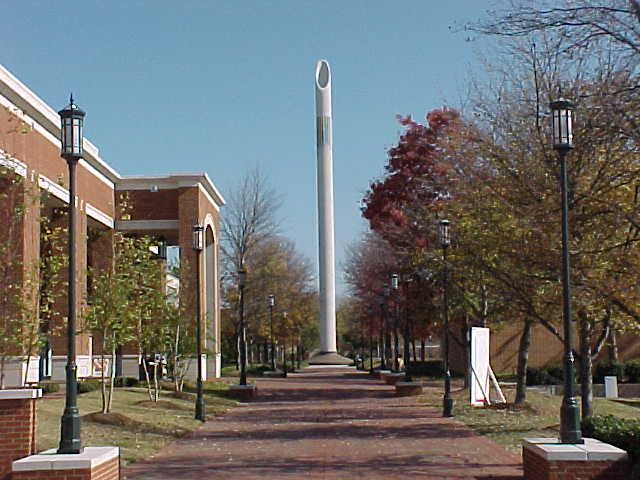
مدخل مكتبة كاريلون و ج.

### الكليات والبرامج
تقدم الجامعة 171 تخصصًا تؤدي إلى 79 درجة البكالوريا (درجة البكالوريوس) و 66 برنامجًا لدرجة الماجستير و 24 برنامجًا للدكتوراه. يتم تقديم خمسة عشر برنامجًا للحصول على درجات وشهادات عبر التعليم عن بعد، من 25٪ إلى 100٪ عبر الإنترنت.
- كلية الآداب والعلوم - التخصصات الأكاديمية بما في ذلك العلوم الإنسانية والعلوم الاجتماعية والعلوم الطبيعية والرياضيات
- كلية الآداب + العمارة - غرامة والفنون المسرحية (الفن والمسرح والرقص والموسيقى)، وكذلك كلية الهندسة المعمارية، والذي يقع داخل الكلية
- كلية كاتو للتربية - مدرسة التربية
- كلية الصحة والخدمات الإنسانية - العمل الاجتماعي علم الحركة والتدريب الرياضي؛ يحتوي أيضًا على كلية التمريض وبرامج مثل الصحة العامة وإدارة الصحة.
- كلية ويليام ستيتس لي للهندسة - كلية الهندسة مع برامج البكالوريوس والدراسات العليا في ما يلي: الهندسة المدنية والبيئية، والهندسة الميكانيكية وعلوم الهندسة، والهندسة الكهربائية وهندسة الحاسبات، وهندسة النظم والإدارة الهندسية، وإدارة البناء، والتكنولوجيا الهندسية
- كلية الحاسبات والمعلوماتية - علوم الكمبيوتر، وبرمجة الكمبيوتر، والمعلوماتية الصحية، والمعلوماتية الحيوية؛ اعتبارًا من أبريل 2021، تعد كلية الحوسبة والمعلوماتية أكبر كلية حوسبة في ولاية كارولينا الشمالية - والمنتج الأول لخريجي علوم الكمبيوتر في ولاية كارولينا الشمالية وكارولينا الجنوبية وفيرجينيا.[32]
- Belk College of Business - كلية إدارة الأعمال، والتي تقدم تعليمًا جامعيًا وخريجًا وتنفيذيًا في خمسة أقسام رئيسية: المحاسبة، ونظم معلومات الأعمال وإدارة العمليات (BISOM)، والاقتصاد، والمالية، والإدارة، والتسويق.[33] تقدم الكلية ثلاث درجات جامعية (بكالوريوس العلوم في المحاسبة، وبكالوريوس العلوم في إدارة الأعمال، وبكالوريوس العلوم في الاقتصاد)؛ خمسة برامج ماجستير (ماجستير في إدارة الأعمال، ماجستير في المحاسبة، ماجستير العلوم في الاقتصاد، ماجستير العلوم في العقارات، وماجستير العلوم في التمويل الرياضي بالإضافة إلى برنامج ماجستير العلوم المهنية (PSM) في علوم البيانات وتحليلات الأعمال)؛ دكتوراه في إدارة الأعمال ودكتوراه. في إدارة الأعمال مع التركيز في التمويل.[34] تأسست الكلية عام 1965، وأصبحت كلية إدارة الأعمال عام 1971، وأعيدت تسميتها بكلية بيلك للأعمال تكريماً لعائلة بيلك عام 1990.[35]
- الكلية الجامعية - كلية التعليم العام للطلاب الجامعيين الذين لم يعلنوا تخصصهم بعد
- كلية الشرف - كلية مع مرتبة الشرف تسعى إلى تزويد الطلاب بتجربة كلية الفنون الحرة
- كلية الدراسات العليا - مدرسة الدراسات العليا؛ تعمل مع الكليات الجامعية لتنظيم برامج درجة الماجستير والدكتوراه

### المنح الدراسية
في عام 2009، تلقت جامعة نورث كارولينا شارلوت أكبر تبرع فردي من مصدر خاص، عندما تبرعت مؤسسة ليون ليفين مؤسسة الأسرة بمبلغ 9.3 دولار. مليون للجامعة لتشكيل برنامج علماء ليفين. يقدم برنامج المنح الدراسية، المسمى على اسم ليون وساندرا ليفين، منحة دراسية لمدة أربع سنوات إلى جامعة نورث كارولينا في شارلوت. تشمل المنحة الرسوم الدراسية، والرسوم، والكتب، والغرفة، وأربع تجارب صيفية، ومنحة قدرها 8000 دولار لمبادرات خدمة المجتمع.
بالإضافة إلى علماء ليفين، تقدم الجامعة أحد عشر برنامجًا آخر للمنح الدراسية القائمة على الجدارة.

### نظام المكتبة
مكتبة جيه موري أتكينز التابعة لجامعة الأمم المتحدة في شارلوت، التي سميت على اسم أول رئيس لمجلس أمناء كلية شارلوت، لديها أكثر من 3.3 مليون مجلد، بما في ذلك 930 ألف كتاب إلكتروني، وأكثر من 400 قاعدة بيانات، وحوالي 75 ألف مجلة، والغالبية العظمى منها متاحة إلكترونيًا،  وكذلك منطقة للمجموعات الخاصة. تضم المكتبة التي تم تجديدها مؤخرًا برجًا من عشرة طوابق يبرز مكانة المكتبة في قلب حرم جامعة نورث كارولينا شارلوت. في أبريل 2007، تلقت أتكينز المجلد المليون، وهو نسخة من ت. س. إليوت الأرض اليباب. يوجد قسم خاص للمجموعات في الطابق العاشر في الجزء العلوي من المكتبة. 

## ألعاب القوى
لقب الفرق الرياضية هو 49ers، مما يدل على حقيقة أن جامعة نورث كارولينا شارلوت (ثم كلية شارلوت) تم إنقاذها من الإغلاق الدائم في عام 1949. التميمة هي «نورم ذا ناينر»، عامل منجم ذهب. ألوان المدرسة خضراء وبيضاء؛ يظهر كلا من اللونين الذهبي والأسود في الشعار وكثيرًا ما يستخدمان في أزياء العديد من الألعاب الرياضية.
لأغراض ألعاب القوى، تُعرف المدرسة ببساطة باسم شارلوت، وهو تغيير تم إجراؤه رسميًا من قبل القسم الرياضي في 23 أغسطس 2000. يرعى القسم الرياضي ستة عشر فريقًا جامعيًا ويتنافس في القسم الأول من نهائي القسم الأول لكرة القدم السلطانية التقسيم الفرعي. والجامعة عضو كامل العضوية في مؤتمر الولايات المتحدة الأمريكية. في 18 سبتمبر 2008، أوصى المستشار دوبوا بإضافة برنامج كرة القدم من الدرجة الأولى FCS إلى جامعة نورث كارولينا شارلوت. في 13 نوفمبر 2008، صوت مجلس أمناء شارلوت في جامعة كارولينا الشمالية 8-0 لصالح إضافة كرة القدم إلى الجامعة.

### كرة السلة للرجال
كرة سلة رجال، يدربها رون سانشيز. وصل الفريق إلى بطولة نهائي القسم الأول لكرة القدم السلطانية التقسيم الفرعي إحدى عشرة مرة، بما في ذلك رحلة إلى النهائي أربعة في عام 1977. من بين لاعبي الدوري الاميركي للمحترفين الذين كانوا يتناسبون مع 49 لاعباً، سيدريك ماكسويل، لاعب بوسطن سيلتكس، وديماركو جونسون، و 2001 الدوري الاميركي للمحترفين مشروع يانصيب رودني وايت، وإدي باسدن.

### كرة السلة للسيدات
شهدت كرة السلة للسيدات زيادة في الشعبية في الحرم الجامعي على مدار السنوات العديدة الماضية، مع وصول فريق 2003، بقيادة المدرب كاتي ماير، إلى بطولة نهائي القسم الأول لكرة القدم السلطانية التقسيم الفرعي للمرة الأولى. لقد صنع الفريق WNIT في كل موسم منذ ذلك الحين. خلف ماير عام 2005 أماندا بتلر، التي غادرت بعد موسمين لتولي نفس المنصب في جامعة فلوريدا. تولت كارين أستون زمام الأمور في موسم 2007-08. عملت كارا كونسويغرا كمدرب رئيسي لموسم 2011.

### البيسبول
شهدت لعبة البيسبول أيضًا انتعاشًا في شارلوت، حيث سجل فريق عام 2007 رقمًا قياسيًا في المدرسة بلغ 49 فوزًا تحت قيادة المدرب لورين هيبس وفاز بمباراتين على ولاية نورث كارولاينا في بطولة نهائي القسم الأول لكرة القدم السلطانية التقسيم الفرعي. من بين لاعبي البيسبول ذوي الخبرة في الدوري الأمريكي كريس هاني (كانساس سيتي رويالز) وجون مين (نيويورك ميتس) وجيسون ستانفورد (كليفلاند الهنود). فيلدن كولبريث هو حكم دوري كرة القاعدة الرئيسي الذي عمل في بطولة العالم لعام 2008. ومن بين لاعبي البيسبول البارزين الآخرين لاعبي البيسبول الصغار آدم ميلز وسبنسر ستيدلي. وصل ميلز إلى التصفيات النهائية في عام 2007 لجائزة روجر كليمنس. يعمل حاليًا في نظام بوسطن ريد سوكس، بينما يعمل ستيدلي في نظام مينيسوتا توينز.

### كرة القدم

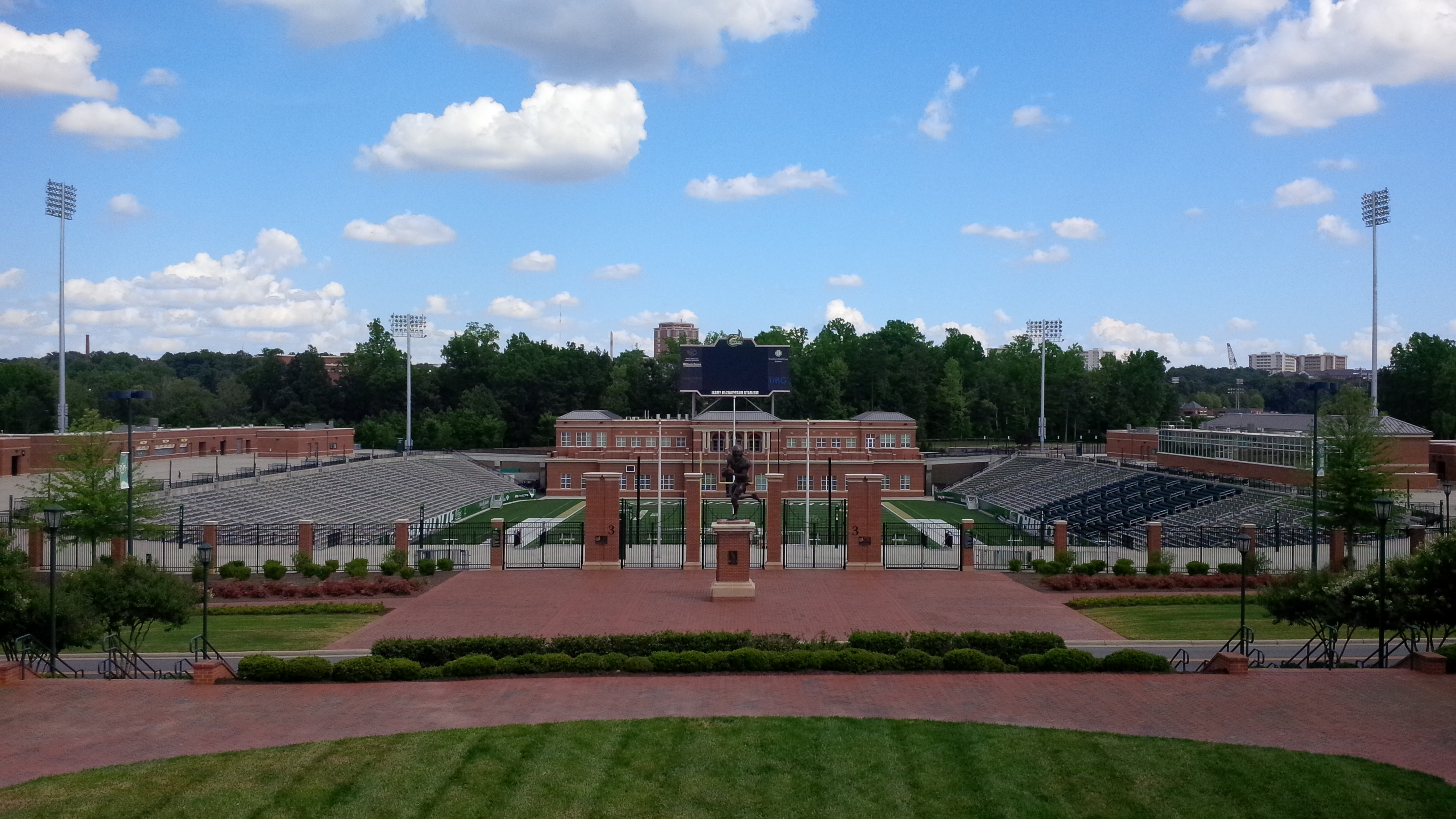
المدخل 3 من استاد جيري ريتشاردسون في حرم يو إن سي شارلوت

بدأ فريق شارلوت لكرة القدم القسم الأول لكرة القدم السلطانية التقسيم في عام 2013. يتم لعبها في ملعب ملعب جيري ريتشاردسون، الذي يستوعب حوالي 15000 شخص ويمكن توسيعه لاستيعاب ما يصل إلى 40.000 شخص. كانت أول مباراة لها هي الفوز 52-7 على جامعة كامبل في 31 أغسطس 2013.
انتقل برنامج كرة القدم إلى القسم الأول من FBS في عام 2015 وألعب كأعضاء في مؤتمر الولايات المتحدة الأمريكية. شارك فريق شارلوت 49 في أول مباراة لهم في عام 2019 ضد بوفالو بولز في جزر الباهاما.
اختارت شارلوت 4 لاعبين في مسودة اتحاد كرة القدم الأميركي. لاري أوجونجوبي ونيت ديفيس وأليكس هايسميث وكاميرون كلارك.

### جولف الرجال
في سبتمبر 2007، وصل فريق شارلوت للجولف للرجال إلى تصنيف فريق الجولف الأعلى تقييمًا في الدولة.

### كرة القدم للرجال
وصل فريق كرة القدم للرجال إلى كأس الكلية عامي 1996 و 2011. تقدم الفريق على طول الطريق إلى بطولة 2011 نهائي القسم الأول لكرة القدم السلطانية التقسيم الفرعي القسم الأول للرجال لكرة القدم، وخسر أمام جامعة ولاية كارولينا الشمالية في تشابل هيل واحتل المركز الثاني في استطلاعات الرأي الوطنية. من بين لاعبي كرة القدم السابقين البالغ عددهم 49 لاعبًا الذين يلعبون الآن في الدوري الأمريكي لكرة القدم فلويد فرانكس ودوني سميث وبراندت برونيكو وجون بوش. حصل الفريق على لقب مؤتمر في 2013-2014.

### تتبع وتمحص
كما أن فرق سباقات المضمار والميدان للرجال والسيدات قد صنعت أيضًا رصيفًا وطنيًا، عبر تاريخ المدرسة. أبرز رياضي لهم هو شيريزي وودز. إنها أكثر رياضية تتويجًا في تاريخ المدرسة، وتعمل بشكل احترافي مع أديداس.

### الكرة الطائرة
الكرة الطائرة للسيدات هي واحدة من أكبر الجهات الراعية لمؤسسة مؤسسة سايد أوت «حفر الوردي» للتوعية بسرطان الثدي. 

## المنظمات الطلابية
هناك عدد كبير من المنظمات الطلابية المرتبطة بالجامعة. تشمل مجالات تركيزهم الأكاديمية، والخريجين، والجمعيات الفخرية، والاهتمامات، والدولية، ومتعددة الثقافات، والسياسية، والدينية، والخدمية، والجمعيات السرية، والرياضية. تفتخر جامعة نورث كارولينا شارلوت أيضًا بحياة يونانية متنوعة، مع أكثر من 10 جمعيات نسائية و 14 أخوية تخدم مجتمع الحرم الجامعي.

## المواصلات داخل الحرم الجامعي

### المشي
يعد المشي وسيلة رائعة للعبور داخل الحرم الجامعي. تتميز جامعة نورث كاروليناC بالعديد من طرق المشي المختلفة التي يمكن للطلاب استخدامها للتنقل بين الفصول الدراسية.

### نينر ترانزيت
ناينر ترانزيت هو نظام حافلات مجاني بالجامعة في الحرم الجامعي. خطوط الحافلات الأربعة في النظام هي النحاس والأخضر والذهبي والفضي.

### السكك الحديدية الخفيفة

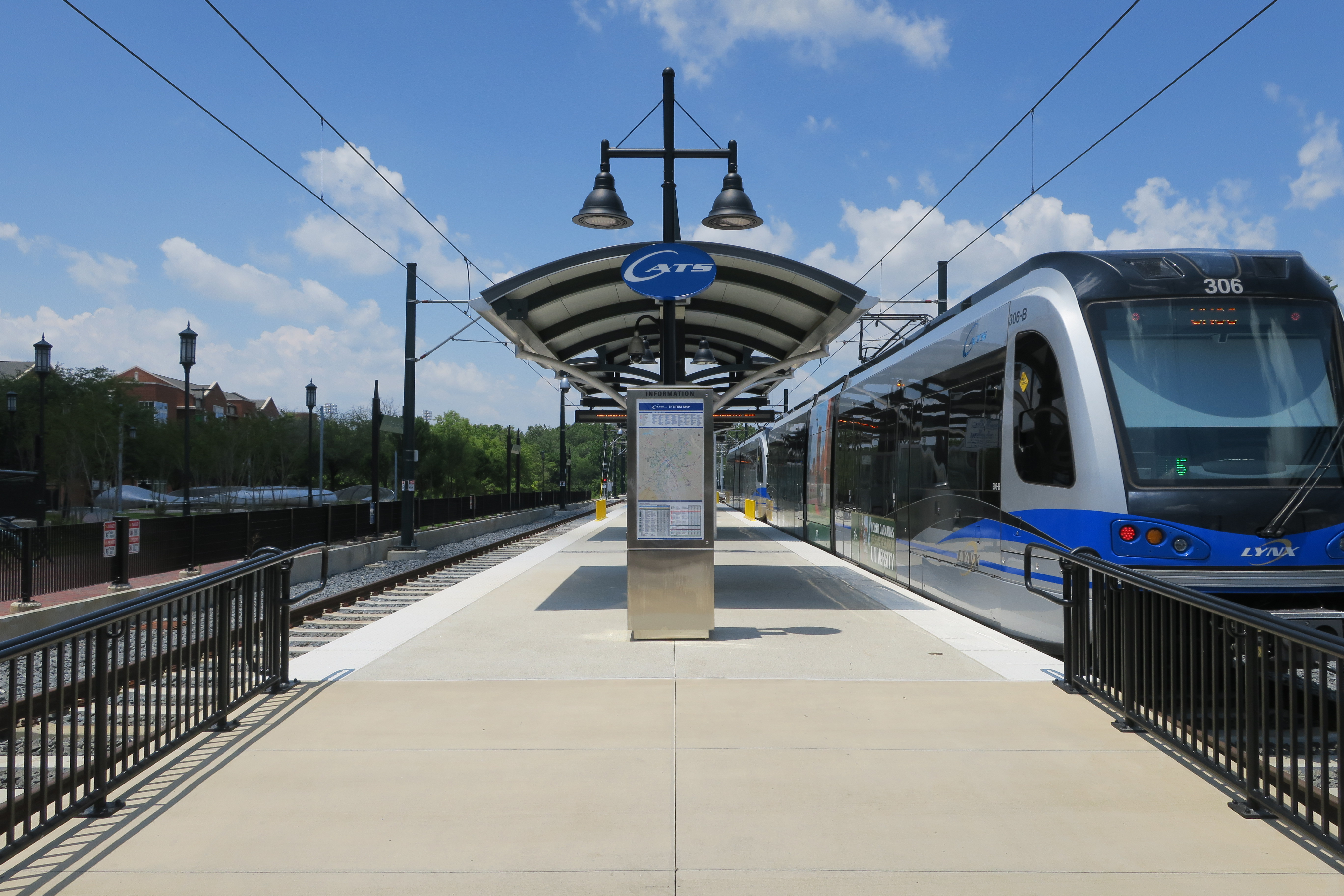
جامعة نورث كارولينا شارلوت ماين، منصة المحطة التي تخدم الحرم الجامعي

بدأت خدمة لينكس الخط الأزرق في تمديدها في مارس 2018. إنه يخدم جامعة نورث كارولينا عبر محطة كلاي الجادة / جامعة نورث كارولينا شارلوت ومحطة جامعة نورث كارولينا شارلوت-رئيسي، المحطة الشمالية. يمتد الخط إلى أبتاون شارلوت وساوث شارلوت. الخدمة مجانية للطلاب.

### حافلات كاتس
يخدم جامعة نورث كارولينا شارلوت أيضًا خط حافلات شارلوت إريا، أو كاتس، 29. تتوقف الحافلة 29 بالقرب من الطابق الشرقي 1 وتعمل بين محطة حافلات جي دبليو كلاي / جامعة نورث كارولينا شارلوت ووول مارت في شارع الاستقلال.

## الخريجين وأعضاء هيئة التدريس البارزين
يصبح كل خريج من جامعة نورث كارولينا في شارلوت تلقائيًا عضوًا في رابطة الخريجين، وهي منظمة تضم أكثر من 147000 طالب سابق هدفها الأساسي هو تعزيز مصالح الجامعة. لا توجد رسوم عضوية أو مستحقات سنوية، ولكن هناك توقع بأن الأعضاء سيكونون مشاركين نشطين في المنظمة. بالإضافة إلى تعزيز مصالح جامعة نورث كارولينا شارلوت، تعمل رابطة الخريجين كشبكة من خريجي جامعة نورث كارولينا شارلوت الذين يساعدون بعضهم البعض في تنميتهم الشخصية والمهنية والاجتماعية، ويعترفون بإنجازات زملائهم الأعضاء ويهتفون بها. تقدم الجمعية للأعضاء عددًا من المزايا والخدمات. بعضها في شكل معلومات واتصالات، بما في ذلك مجلة جامعة نورث كارولينا شارلوت ورسالة إخبارية إلكترونية ربع سنوية تبقي الخريجين على اطلاع دائم بأخبار الجمعية والجامعة. الشرط الوحيد للعضوية هو أن يظل الخريجون على اتصال بمكتب شؤون الخريجين، ويقدمون عنوانًا محدثًا لملفات الخريجين، ويبقيون الجمعية على علم بتقدمهم الشخصي وإنجازاتهم المهنية.